# Haplothrix simplex
Haplothrix simplex är en skalbaggsart som beskrevs av Charles Joseph Gahan 1888. Haplothrix simplex ingår i släktet Haplothrix och familjen långhorningar.
Artens utbredningsområde är Laos. Inga underarter finns listade i Catalogue of Life.